# Mestna hiša, Novo mesto
Mestna hiša (Rotovž) v Novem mestu stoji na osrednjem delu Glavnega trga.
Današnja mestna hiša je bila zgrajena leta 1905 po načrtih Josipa Oliva na mestu starega, porušenega rotovža. Plato pred samo zgradbo so leta 1955 dopolnili s kipoma Dragotina Ketteja in Janeza Trdine, ki sta delo kiparja Jakoba Savinška.
Leta 1999 je bila mestna hiša razglašena za kulturni spomenik državnega pomena. Leta 2006 je po prenovi ponovno postala sedež novomeškega župana.